# ウル滅亡哀歌
『ウル滅亡哀歌』はシュメール文学の代表作品の一つ。 紀元前21世紀のウル第三王朝の首都ウルの滅亡を描く。

## 発見
1918年にブリンマー大学のジョージ・アーロン・バートンが、ペンシルバニア大の発掘した4つのシュメール語断片を翻訳、「ウルの街への祈り」と命名し、著作『その他のバビロニア碑文』の中に発表。
1940年にシカゴ大学のクレーマー（英語版）は22の断片をまとめて「ウル滅亡哀歌」と命名し、11歌436行を発表した。
その後も細部の復元は続けられている。

## 背景・成立
紀元前21世紀に、シュメール人のメソポタミア統一王朝、ウル第三王朝は、約100年続いた。しかし第5代イビ・シン王の第6年からの飢饉が王朝の危機をまねいた。 イビ・シン王第24年（前2004年）にエラムが攻撃し、ウルを破壊。イビ・シン王はエラムの国に連れ去られ、ウル第三王朝は滅んだ。 こうして約1000年続いたシュメール人の時代は終わった。
紀元前20世紀から前17世紀までのメソポタミアはアムル系のイシン第一王朝、ラルサ王朝、バビロン第一王朝の時代だが、この時代にもシュメール語はまだ書き言葉として使われた。 この哀歌の制作時期は、この頃と考えられる。

## 登場する主な神々
ニンガル
ナンナルの妻でウルの主神。この哀歌の第3,4,7歌の語り役。
ナンナル
ニンガルの夫で月の神。ウルの主神。シュメール語ではナンナ、アッカド語でナンナルと呼ばれる。アッカドの神シンと同一視される。
エンリル
シュメールの主神で風の神。神々の王。ウルを破壊する。
アン
天の神。最高神。エンリルと共にウルを破壊する。

## 構成・内容
11歌438行 からなる。
1,2,3,4,7歌は主にエメサル（女言葉）で書かれており、そのうち3,4,7歌は女神ニンガルの言葉と見なされる。
第1歌 1-38行  女言葉の語り手。
シュメールの諸都市は神々に見捨てられた。
彼（エンリル）は彼の牛小屋を見捨てた。彼の羊小屋は空になってしまった。 （1行）
第2歌 39-75行  女言葉の語り手。
破壊された町と神殿を嘆く。
ああ、町よ、お前を嘆く哀歌が激しい。 （39行）
第3歌 76-135行  ニンガルの嘆き。
ニンガルは夫ナンナルに向かって泣く。
私は叫んだ。「荒野へ、暴風よ、戻れ！」と。（しかし）暴風は立ち上がろうともしなかった。 （110行）
第4歌 136-171行  ニンガルの嘆き。
ニンガルはエンリルやアンにウルを破壊しないよう懇願した。
「私の町は破壊されるようなことがあってはなりません」と、私は彼ら（アンとエンリル）に言ったのに。 （146行）
第5歌 172-206行  語り手の歌。
エンリルの嵐がウルを破壊した。
あらゆるものの上を吹きすさぶ暴風は国土を打ち震わせた。 （197行）
第6歌 207-253行  語り手の歌。
嵐と戦闘後の描写。
この日、嵐は町から過ぎ去った。その町は廃墟に（なっていた）。 （207行）
（以前は人々が）通過していったそれの壮大な大門にはいくつも死体が横たわっている。 （212行）
第7歌 254-330行  再びニンガルの嘆き。
私の町の耕地は大麦を全然産しなくなってしまった。それの農夫が去ってしまったのだ。 （271行）
第8歌 331-389行  語り手の歌。
ニンガルへ町に戻るように呼びかける。
いつまであなたは、まるで敵みたいに、あなたの町の外にとどまっているのですか。 （374行）
第9歌 390-401行  語り手の歌。
暴風が国土を打ちのめした。
ああ、暴風たちが国土をいっしょになって打ちのめしてしまった。 （390行）
第10歌 402-419行  語り手の歌。
暴風が二度と来ないようにナンナルへ願う。
父なるナンナルよ、その暴風があなたの町に（二度と）＜腰をすえ＞ませんように。 （409行）
第11歌 420-438行  語り手の歌。
ナンナルに再建を願う。
ナンナルよ、もしあなたが町を再建するならば、（町は）あなたを（永遠に）誉め称えることでしょう。 （437行）

## 日本語訳
- 五味[注 3]亨訳 「ウルの滅亡哀歌」『筑摩世界文学体系1 古代オリエント集』 筑摩書房 1978
- 尾崎亨訳 「ウルの滅亡哀歌」『シュメール神話集成』 筑摩書房 2015    ※上記『古代オリエント集』のシュメールの部分を独立させたもの。

## シュメールの他の哀歌
シュメールとウルの滅亡哀歌（「第二ウル滅亡哀歌」とも呼ばれる。）
5歌519行。1989年に Piotr Michalowski が編集発表。岡田明子の概要訳がある。
ニップル滅亡の哀歌
12歌323行。1996年に Steve Tinney が編集発表。
シュメールとウルク滅亡の哀歌
断片。12歌251行。1984年に Margaret W. Green が編集発表。
エリドウ滅亡の哀歌
断片。 8歌163行。   1978年に Margaret W. Green が編集発表。